# Mœurs-Verdey
Mœurs-Verdey is een gemeente in het Franse departement Marne (regio Grand Est) en telt 273 inwoners (2005). De plaats maakt deel uit van het arrondissement Épernay.

## Geografie
De oppervlakte van Mœurs-Verdey bedraagt 13,1 km², de bevolkingsdichtheid is 20,8 inwoners per km².
De onderstaande kaart toont de ligging van Mœurs-Verdey met de belangrijkste infrastructuur en aangrenzende gemeenten.

## Demografie
Onderstaande figuur toont het verloop van het inwonertal (bron: INSEE-tellingen).

1. ↑  Populations de référence 2022.